# Liste der Kulturgüter in Niedergesteln
Die Liste der Kulturgüter in Niedergesteln enthält alle Objekte in der Gemeinde Niedergesteln im Kanton Wallis, die gemäss der Haager Konvention zum Schutz von Kulturgut bei bewaffneten Konflikten, dem Bundesgesetz vom 20. Juni 2014 über den Schutz der Kulturgüter bei bewaffneten Konflikten sowie der Verordnung vom 29. Oktober 2014 über den Schutz der Kulturgüter bei bewaffneten Konflikten unter Schutz stehen.
Objekte der Kategorien A und B sind vollständig in der Liste enthalten, Objekte der Kategorie C fehlen zurzeit (Stand: 1. Januar 2023).

## Kulturgüter
| Foto |                                                                         | Objekt                          | Kat. | Typ | Standort                                      | Beschreibung |
| ---- | ----------------------------------------------------------------------- | ------------------------------- | ---- | --- | --------------------------------------------- | ------------ |
| ja   | Datei hochladen · Wikidata zu Gestelnburg (Q29573881)                   | Gestelnburg KGS-Nr.: 06903      | A    | F   | Ritterweg 626533 / 129161                     |              |
| BW   | Datei hochladen · Wikidata zu Häuserzeile Eischler-Haus (Q29892364)     | Eischler-Haus KGS-Nr.: 06904    | B    | G   | Stidjiwäg 1 626469 / 129280                   |              |
| ja   | Datei hochladen · Wikidata zu Kirche St. Maria mit Beinhaus (Q29892366) | Kirche St. Maria KGS-Nr.: 06905 | B    | G   | Kirchgasse 1, 3 626490 / 129201               |              |
| BW   | Datei hochladen · Wikidata zu Pfarrhaus (Q29892367)                     | Pfarrhaus KGS-Nr.: 06906        | B    | G   | Pfarreigasse 3 626468 / 129151                |              |
| BW   | Datei hochladen                                                         | Haus Festi KGS-Nr.: 17333       | B    | G   | Feschtiwäg 3 626487 / 129127                  |              |
| BW   | Datei hochladen                                                         | Wefahaus KGS-Nr.: 17334         | B    | G   | Hofgasse 8 / Pfarreigasse 11 626467 / 129196  |              |
| BW   | Datei hochladen                                                         | Wohnhaus KGS-Nr.: 17335         | B    | G   | Pfarreigasse 2 626473 / 129114                |              |
| BW   | Datei hochladen                                                         | Statthalterhaus KGS-Nr.: 17336  | B    | G   | Pfarreigasse 6 626472 / 129152                |              |
| BW   | Datei hochladen                                                         | Wohnhaus KGS-Nr.: 17337         | B    | G   | Feschtiwäg 2 / Pfarreigasse 4 626473 / 129131 |              |